# Falacia del alegato especial
En lógica, la falacia del alegato especial, argumento especial o petición especial  es una falacia que tiene lugar cuando alguien, en su argumentación, recurre o hace alusión a una visión o sensibilidad especial del tema objeto de debate y, bien sea de manera implícita o explícita, esta persona mantiene que el oponente posiblemente no puede comprender las sutilezas o complejidades del tema en cuestión, porque no alcanza el nivel de entendimiento requerido, o simplemente por desconocimiento.  Detrás de tal alegato especial o pretensiones de una visión profunda o empatía, se presume que las suposiciones y las proposiciones del sujeto válidas, no pueden ser evaluadas por el oponente, porque cree que no tiene el conocimiento suficiente o no pueda dar argumentos que tenga la capacidad de hacer ningún juicio válido. Estos alegatos son apertura para el receptor de manifestar escepticismo. Bajo la índole de pertenecer un alegato a una entidad reconocida por ambos componentes del debate, se da la falacia del embudo.
Sin embargo, no hay alegato especial cuando la afirmación de no alcanzar el nivel de conocimiento necesario se acompaña con argumentos que demuestran que el oponente no tiene el conocimiento necesario para juzgar el tema o cuando se detalla el conocimiento que se afirma que carece el oponente en la discusión para que éste lo evalúe. Lo opuesto a la falacia del alegato especial es el efecto Dunning-Kruger, según el cual los individuos con escasa habilidad o conocimientos en un cierto tema sufren de un sentimiento de superioridad ilusorio, midiendo su habilidad por encima de lo real.

## Formas y usos de los alegatos especiales
Los alegatos especiales pueden tomar muchas formas y ser empleados en una amplia variedad de contextos, siendo muy comunes en las columnas de opinión de periódicos, discursos políticos, debates televisivos y similares. Las personas que manifiestan sus convicciones en foros públicos por lo general tratan de influir en las políticas públicas. En determinados casos, también hay un intento de promoción personal a través de una postura moral e intelectual. En tales circunstancias, y cuando los defensores públicos no pueden construir un argumento válido y bien asentado en investigaciones que respalden sus convicciones, a menudo recurren a una serie de recursos retóricos poco profundos, en forma de alegatos especiales. Cualquier declaración que tienda sólo a cuestiones de identidad o de situación individual, constituye un argumento especial susceptible de ser ignorado por los escépticos en el debate. Por ende, también es común que se declaren condiciones tales como: «Si usted fuera como yo o tuviera mis sensibilidades no podría evitar estar de acuerdo conmigo».
Con frecuencia se utiliza esta falacia como recurso retórico o táctica de distracción, para salvar una proposición en un problema retórico profundo, anulando las alegaciones de la parte contraria sin llegar a abordarlas en rigor. Una estructura estándar de esta falacia suele ser así:
1. A pertenece al grupo m
2. A declara x sujeto al pensamiento y ∈ m
3. B pertenece al grupo n
4. B cuestiona sobre x
5. Ya que B no pertenece a m, no puede cuestionar debidamente x, que está, por tanto, ligada al pensamiento y ∈ m, según condiciona A.

## Ejemplos
Ejemplos de este razonamiento falaz abundan en todo sistema de pensamiento, incluyendo las ciencias experimentales:[cita requerida]
- ¿Por qué han vuelto a bajar los salarios e inflar los precios? Argumento especial: «Se ve que no conoces las leyes financieras del Estado».
- Carl Sagan explicó en su programa Cosmos: «¡Cómo puede la ascendencia de Marte en el momento de mi nacimiento influir sobre mí, ni entonces ni ahora! Yo nací en una habitación cerrada, la luz de Marte no podía entrar. La única influencia de Marte que podía afectarme era su gravitación. Sin embargo, la influencia gravitatoria del partero era mucho mayor que la influencia gravitatoria de Marte. Marte tiene mayor masa, pero el partero estaba mucho más cerca».[6] Argumento especial: «Los horóscopos funcionan, pero tienes que entender la mecánica que hay detrás de estos».
- La homeopatía debería ser probada con ensayos clínicos. Argumento especial: «Los ensayos clínicos no son adecuados para probar la verdadera naturaleza de la homeopatía».[5]
- Si, por ejemplo, el juez en un concurso de arte no es capaz de explicar de manera convincente la elección de un ganador, este juez podría replegarse en claros e interesados alegatos especiales a modo de justificación, como la cita a continuación, de un juez real en una exposición: «Este mamotreto nos dice... es quizás... Tengo la sensación de que el artista está provocando e invitando a un examen de conciencia... el espectador tiene que estar en sintonía con el minimalismo... parece que solo un niño de cuatro años podría hacerlo... eso es tal vez una figura... acaso mirando hacia abajo... quizá atormentada».[3]
- Los argumentos referentes a la empatía o su contrario en cuanto a la presencia de determinados rasgos biológicos o culturales (siendo lo más común cualquier que contribuya a caracterizar una etnia o herencia) se encuentran muy presentes en muchos debates modernos relacionados con la lucha por diversos derechos, legislaciones penales, o iniciativas de reivindicación cultural.
- En una discusión entre un comunista y un capitalista, uno no puede argumentar sobre los obstáculos y situación económica y social del otro porque no pertenece a ellos.